# Soufiane el-Bakkali
Soufiane el-Bakkali (arabisch سفيان البقالي, DMG Sufyān al-Baqqālī; * 7. Januar 1996 in Fès) ist ein marokkanischer Leichtathlet, der sich auf den Hindernislauf spezialisiert hat. 2021 feierte er mit dem Sieg bei den Olympischen Spielen in Tokio seinen größten sportlichen Erfolg, welchen er bei den Olympischen Spielen in Paris wiederholen konnte. 2022 siegte er bei den Weltmeisterschaften im US-amerikanischen Eugene. Ein Jahr später verteidigte er seinen Titel bei den Weltmeisterschaften in Budapest.

## Sportliche Laufbahn
Soufiane el-Bakkali tritt seit 2012 in Wettkämpfen über Mittel-, Langstrecken- und Hindernisläufe an. Ab 2013 trat er über 3000 Meter im Hindernislauf an. Über diese Distanz gelang ihm die Qualifikation für die U20-Weltmeisterschaften in Eugene. Dort belegte er in einer Zeit von 8:34,98 min. im Finale den vierten Platz. Einen Monat später trat er dann auch im Erwachsenenbereich bei den Afrikameisterschaften in Marrakesch in seiner Heimat an. Auch dort startete er über 3000 Meter Hindernis und lief im Finale auf den zehnten Platz.
2015 stellte er bei einem Meeting in Frankreich seine Bestzeit über 1500 Meter auf, die dort den fünften Platz bedeutete. Zuvor trat er im März bei den Crosslauf-Weltmeisterschaften in Guiyang an. Im Juniorenrennen über 8 km belegte er dort den 18. Platz. Im Frühjahr 2016 stellte El Bakkali seine persönlichen Bestzeiten über 3000 Meter und im Halbmarathon auf. Im 3000-Meter-Hindernislauf gelang ihm die Qualifikation für die Olympischen Spiele in Rio de Janeiro. Als Zweiter in seinem Halbfinallauf zog er in das Finale ein, in dem er mit Saisonbestleistung von 8:14,35 min. den vierten Platz belegte.
Im Februar 2017 stellte er bei einem Hallenmeeting in Birmingham über 5000 Meter mit 13:10,60 min. den marokkanischen Nationalrekord auf. Im August nahm er bei den Weltmeisterschaften in London erstmals an kontinentalen Titelkämpfen im Erwachsenenbereich teil. Er qualifizierte sich als Erster seines Halbfinallaufs für das Finale. Dort musste er sich in 8:14;49 min. nur dem Kenianer Conseslus Kipruto geschlagen geben und feierte mit dem Gewinn der Silbermedaille seinen bislang größten sportlichen Erfolg. Im Juni 2018 siegte El Bakkali bei den Mittelmeerspielen im spanischen Tarragona. Im Juli stellte er seine persönliche Bestzeit im Hindernislauf von 7:58,15 min. bei einem Meeting in Monaco auf. Im August nahm er an den Afrikameisterschaften im nigerianischen Asaba teil. Dort musste er sich erneut, wie bereits bei den Weltmeisterschaften, nur Kipruto geschlagen geben.
2019 startete el-Bakkali auch bei den Afrikaspielen in Rabat in seinem Heimatland. Dort gewann er im Hindernislauf Bronze. Im Oktober nahm er dann an den Weltmeisterschaften in Doha teil. Er qualifizierte sich als Zweiter seines Halbfinallaufs für das Finale. Im Finale gewann er als Drittplatzierter in Saisonbestleistung seine zweite WM-Medaille. Nachdem 2020 eine Vielzahl von Wettkämpfen aufgrund der COVID-19-Pandemie abgesagt werden musste, startete er nach der Unterbrechung im August mit einem Sieg beim Herculis-Meeting in Monaco. Einen Monat später steigerte er sich im 1500-Meter-Lauf auf eine Zeit von 3:33,45 min. Sein nächstes großes sportliches Ziel stellte der Gewinn einer Medaille bei den Olympischen Spielen in Tokio dar. Dieses konnte er mit der Goldmedaille über die 3000 Meter Hindernis eindrucksvoll verwirklichen. Wenige Tage nach seinem Goldtriumph bestritt er auch den Vorlauf über die 1500 Meter. Über diese Distanz hatte er sich Ende Mai in Doha auf eine Zeit von 3:31,95 min verbessert. In Tokio konnte er den Vorlauf allerdings nicht beenden.
2022 startete el-Bakkali im Juli in den USA zu seinen dritten Weltmeisterschaften, bei denen er erneut zum Favoritenkreis zählte. Als Sieger seines Vorlaufes konnte er in das Finale einziehen. In einem taktisch geprägten Rennen, dem langsamsten der WM-Geschichte, konnte er sich schließlich in 8:25,13 min gegen die Konkurrenz durchsetzen und damit die Dominanz der Kenianer brechen, die zuvor die letzten sieben Weltmeister über diese Distanz stellten. Mit dem Gewinn der Goldmedaille gewann er seine insgesamt dritten WM-Medaille im dritten WM-Finale und hat nach Silber und Bronze nun einen kompletten WM-Medaillensatz.
Bei den Weltmeisterschaften 2023 in Budapest eroberte er in 8:03,53 min erneut die Goldmedaille im Hindernislauf.
Im Oktober 2023 wurde er als einer von elf Sportlern für die Auszeichnung als Welt-Leichtathlet des Jahres 2023 nominiert.
Bei den Olympischen Spielen 2024 in Paris konnte er seinen Titel über die 3000-Meter-Hindernisstrecke mit 8:06,05 min verteidigen. Letztmals war dies dem Finnen Volmari Iso-Hollo 88 Jahre zuvor in den Jahren 1932 und 1936 gelungen.

## Wichtige Wettbewerbe
| Jahr                | Veranstaltung                 | Ort                 | Platz               | Disziplin             | Zeit                |
| Startet für Marokko | Startet für Marokko           | Startet für Marokko | Startet für Marokko | Startet für Marokko   | Startet für Marokko |
| ------------------- | ----------------------------- | ------------------- | ------------------- | --------------------- | ------------------- |
| 2014                | U20-Weltmeisterschaften       | Eugene              | 4.                  | 3000 m Hindernis      | 8:34,98 min         |
| 2014                | Afrikameisterschaften         | Marrakesch          | 10.                 | 3000 m Hindernis      | 8:59,66 min         |
| 2015                | Crosslauf-Weltmeisterschaften | Guiyang             | 18.                 | Juniorenrennen (8 km) | 24:46 min           |
| 2016                | Olympische Spiele             | Rio de Janeiro      | 4.                  | 3000 m Hindernis      | 8:14,35 min         |
| 2017                | Weltmeisterschaften           | London              | 2.                  | 3000 m Hindernis      | 8:14,49 min         |
| 2018                | Mittelmeerspiele              | Tarragona           | 1.                  | 3000 m Hindernis      | 8:20,97 min         |
| 2018                | Afrikameisterschaften         | Asaba               | 2.                  | 3000 m Hindernis      | 8:28,01 min         |
| 2019                | Afrikaspiele                  | Rabat               | 3.                  | 3000 m Hindernis      | 8:19,45 min         |
| 2019                | Weltmeisterschaften           | Doha                | 3.                  | 3000 m Hindernis      | 8:03,76 min         |
| 2021                | Olympische Spiele             | Tokio               | 1.                  | 3000 m Hindernis      | 8:08,90 min         |
| 2021                | Olympische Spiele             | Tokio               |                     | 1500 m                | DNF (Vorlauf)       |
| 2022                | Weltmeisterschaften           | Eugene              | 1.                  | 3000 m Hindernis      | 8:25,13 min         |
| 2023                | Weltmeisterschaften           | Budapest            | 1.                  | 3000 m Hindernis      | 8:03,53 min         |
| 2024                | Olympische Spiele             | Paris               | 1.                  | 3000 m Hindernis      | 8:06,05 min         |

## Persönliche Bestleistungen
- 1500 m: 3:31,95 min, 28. Mai 2021, Doha
- 3000 m: 7:33,87 min, 5. Mai 2023, Doha
  - 3000 m (Halle): 7:41,88 min, 13. Februar 2018, Liévin
- 3000 m Hindernis: 7:56,68 min, 28. Mai 2023, Rabat (marokkanischer Rekord)
  - 5000 m (Halle): 13:10,60 min, 18. Februar 2017, Birmingham (marokkanischer Rekord)
- Halbmarathon: 1:05:42 h, 13. März 2016, Rabat